# Яшнов, Пётр Иванович
Пётр Ива́нович Яшно́в (31 мая [12 июня] 1874, Нижний Новгород — 29 мая 1940, Дмитровка) — советский астроном.

## Биография
В 1895—1902 годах учился в Московском техническом училище по специальности «технология питательных веществ (пивоварение)», а затем работал преподавателем математики в средних учебных заведениях Москвы. В 1904 году при поддержке директора Московской обсерватории В. К. Цераского был принят в эту обсерваторию в качестве ассистента. В 1909—1912 годах занимал должность астронома в Пулковской обсерватории, а в 1912—1917 годах — в её отделении в Николаеве. В 1917—1919 годах — астроном Пулковской обсерватории, с 1918 года — её вице-директор. В 1919—1923 годах работал астрономом-наблюдателем при Саратовском университете, в 1923 году, приняв предложение В. Г. Фесенкова, поступил на должность заведующего Ташкентской обсерваторией. В 1925—1936 годах — сотрудник Пулковской обсерватории.
Арестован 7 ноября 1936 года в связи с «пулковским делом», осуждён 25 мая 1937 года на 10 лет тюрьмы. Умер в тюрьме. Реабилитирован в 1957 году.

## Научная деятельность
Работал в области астрометрии, активно вёл наблюдения. Участвовал в создании пулковских абсолютных каталогов прямых восхождений 1905.0, 1915.0, 1930.0 и Николаевского каталога 1915.0. Предложил идеи цепного метода выравнивания системы положений слабых звёзд, создания независимой системы прямых восхождений звёзд на базе серии наблюдений на большом пассажном инструменте в Пулкове, длившихся около 100 лет. Составил программу наблюдений 1334 звёзд до 6-й звёздной величины, не вошедших в каталог 1915.0. В 1930-е годы наблюдения этих звёзд были выполнены в пяти обсерваториях СССР и на их основе Н. В. Циммерман составил сводный каталог геодезических звёзд. В 1922 году определил разность долгот Пулково — Саратов, один из первых в России использовав для этого радиотелеграфный метод. Предложил новый способ исследования цапф переносного пассажного инструмента («способ Яшнова»). Один из организаторов и активный участник первой астрометрической конференции в Пулкове (1932). В течение ряда лет — заведующий библиотекой и музеем Пулковской обсерватории, много времени уделил приведению в порядок библиотеки, в частности — созданию каталога рукописного архива И. Кеплера. Автор ряда статей по истории астрономии. Один из авторов учебника «Введение в практическую астрономию» (1936).